# 하치스역
하치스역(일본어: 蓮駅)은 일본 나가노현 나카노시에 위치한 동일본 여객철도 이야마 선의 철도역이다. 단선 승강장 1면 1선의 구조를 갖춘 지상역이다.

## 이용 현황
| 승차 인원 추이 | 승차 인원 추이 |
| 연도           | 1일 평균       |
| -------------- | -------------- |
| 2009           | 79             |
| 2010           | 72             |
| 2011           | 66             |

## 역 주변
- 국도 제117호선
- 지쿠마강
- 가메구미 습지

## 역사
- 1921년 10월 20일 : 이야마 철도 주식회사의 정류소로서 개업.
- 1944년 6월 1일 : 국유화에 의해, 국철 이야마 선의 역이 되어, 정류소에서 역으로 승격.
- 1987년 4월 1일 : 일본국유철도 분할 민영화에 의해, 동일본 여객철도가 승계.
- 1995년
  - 7월 12일 : 집중 호우에 의해 이야마 선 전 노선 운행 중단.
  - 7월 18일 : 이야마 선 전 노선에 운행을 재개.

## 인접 역
| 동일본 여객철도 이야마 선   | 동일본 여객철도 이야마 선 | 동일본 여객철도 이야마 선  |
| --------------------------- | ------------------------- | -------------------------- |
| 가에사 나가노 · 도요노 방면 | ■ 이야마 선               | 이야마 에치고카와구치 방면 |